# Леополд Сонди
Леополд Сонди (на унгарски: Szondi Lipót) е швейцарски психиатър от унгарски произход.

## Биография
Роден е на 11 март 1893 година в Нитра, Словакия, в семейството на обущар. По време на Втората световна война е затворен в концлагера Берген-Белзен. След освобождаването си емигрира в Швейцария, където основава съществуващия и до днес Институт по съдбоанализа. За него е създаден филм от Петер Форгач.
Умира на 24 януари 1986 година в Кюснахт, Швейцария, на 92-годишна възраст. Сонди намира последното си място за почивка в гробището Флунтерн в Цюрих. Съпругата му Илона „Лили“ Ливия, родена Радвани (1902-1986), синът им Петър (1929-1971) и дъщеря им Вера (1928-1978), която е била лекар, също са погребани в гроба.

## Научна дейност
Сонди е известен предимно със своя проективен тест и с теорията си за съдбата. Тестът за диагностика на нагоните или Гено-тестът включва шест серии от осем портрета на психично болни или „девиантни“ индивиди (хомосексуалисти, епилептици, параноици, истерици, садисти, хора с кататония и хора с депресия). Субектът трябва да избере от всяка серия по две симпатични и по две антипатични лица. Неговите двайсет и четири избора се представят под формата на „профил на нагоните“. Основната идея е, че афективните избори не се правят случайно, а че са резултат от определено преживяване, произведено от обекта (снимките) върху субекта.
Теорията за съдбата или „ананкологичната“ теория, която хвърля мост между генетиката и психоанализата е била обект на много критики, но има и горещи защитници в университетите в Лувен, Цюрих и Париж.

## Публикации на руски
- Судьбоанализ. М.: Три квадрата, 2007 (Bibliotheca Hungarica)
- Зонди Л. Пароксизмальный круг профессий // ПЕРСОНАЛ – PROFY – Екатеринбург. – 2000 – № 2. – Часть 1. – С. 18
- Зонди Л. Аномальный круг профессий // ПЕРСОНАЛ – PROFY – Екатеринбург – 2000, № 2. – Часть 1. – С. 38
- Зонди Л. Циркулярный круг профессий // ПЕРСОНАЛ-PROFY – Екатеринбург – 2000 – № 3. – С. 41
- Зонди Л. Профессии шизоформного круга побуждений // ПЕРСОНАЛ – PROFY – Екатеринбург – 2001 – № 4. – С. 24
- Зонди Л. Профессии сексуального круга побуждений // ПЕРСОНАЛ – PROFY – Екатеринбург – 2001 – № 5. – С.16
- Зонди Л. Выбор болезни как судьба // ПЕРСОНАЛ – PROFY – Екатеринбург – 2002 – № 7. – С. 51
- Зонди Л. Выбор супруга как судьба // ПЕРСОНАЛ – PROFY Екатеринбург – 2003 – № 11. – С. 20
- Зонди Л. О любви // ПЕРСОНАЛ – PROFY – Екатеринбург – 2003 – № 11. – С. 43
- Зонди Л. Социотропизм: выбор дружбы как судьба // ПЕР-СОНАЛ – PROFY – Екатеринбург – 2003 – № 10. – С. 16